# Chapter 5: Return of the Mandalorian
"Chapter 5: Return of the Mandalorian" es el quinto episodio de la serie de televisión estadounidense El libro de Boba Fett, que sigue a los cazarrecompensas Boba Fett y Fennec Shand intentando hacerse con el control del imperio criminal de Jabba the Hutt 5 años después de su muerte en El retorno del Jedi (1983). El episodio está ambientado en el universo de Star Wars, compartiendo continuidad con The Mandalorian y otros spin-offs como Ahsoka. Fue escrito por Jon Favreau y dirigido por Bryce Dallas Howard.
Pedro Pascal repite su papel de Din Djarin / The Mandalorian para el episodio. Temuera Morrison no aparece en el episodio como Boba Fett a pesar de estar acreditado en los créditos, mientras que Emily Swallow y Amy Sedaris repiten respectivamente sus papeles como The Armorer y Peli Motto de The Mandalorian, y Favreau vuelve a dar voz a Paz Vizsla también. El rodaje comenzó en noviembre de 2020 y concluyó en junio de 2021. "Chapter 5: Return of the Mandalorian" se estrenó en Disney+ el 26 de enero de 2022 con gran elogio de la crítica.

## Trama
Tiempo después de completar su misión de llevar a Grogu a los Jedi, el Mandaloriano Din Djarin reanuda su labor como cazarrecompensas. Se encuentra en la estación espacial de Glavis donde caza y mata a Kaba Baiz, a cambio de la ubicación del escondite de los sobrevivientes de los Niños de la Guardia. Llega al escondite y le pide a la Armera que inspeccione el Sable Oscuro. Ella le cuenta sobre su historia, explicando que su portador tiene derecho al liderazgo de Mandalore, pero debe ganarse con la victoria en el combate. En su estadía, le pide que arme una armadura con su lanza beskar y practica con el Sable Oscuro, mostrando que le cuesta luchar con dicha arma. Al darse cuenta de lo que es el Sable Oscuro, Paz Vizsla, su compañero mandaloriano y descendiente directo del creador del sable oscuro Tarre Vizsla, desafía a Din Djarin a un combate por el derecho de portar el Sable Oscuro y el derecho a gobernar Mandalore. En dicho combate, Din Djarin gana el duelo, pero confiesa que rompió el Credo al quitarse el casco frente a los demás  y pide perdón. Ella lo expulsa del clan pero le dice que la única forma de redimirlo es bañarse en las aguas debajo de las minas de Mandalore, sin embargo, esas minas han sido destruidas por el Imperio durante la Noche de las Mil lágrimas.
El Mandaloriano aborda un transporte comercial a Tatooine, donde se encuentra con Peli Motto que le comenta que tiene un "reemplazo" para su destruida nave, el Razor Crest, un viejo y modificado caza estelar N-1 desechado que una vez perteneció a la escolta real de la Reina de Naboo. Con la ayuda de Mando, así como la de varios droides y los Jawas locales, pueden hacer que el caza estelar funcione correctamente. Durante el vuelo de prueba, el exceso de velocidad de Mando alerta la atención de los pilotos X-wing de la Nueva República, el Capitán Carson Teva y el Teniente Reed, quienes preguntan sobre algunas de las actividades pasadas de Din Djarin en Nevarro. De repente activa un impulso de velocidad sub-luz y escapa, considerándolo lo suficientemente difícil para la nueva nave. Finalmente  Din Djarin regresa a Mos Eisley, donde encuentra a Fennec Shand esperándolo. Ella tiene una oferta de trabajo: proporcionar tropas para Boba Fett. Por lo que Din Djarin está dispuesto a hacerlo gratis, pero solo después de visitar a un pequeño amigo.

## Producción

### Desarrollo
El episodio fue dirigido por Bryce Dallas Howard, quien ya dirigió dos episodios para The Mandalorian. Fue escrito por el showrunner de la serie Jon Favreau. A diferencia de los episodios anteriores, el episodio continúa la historia de The Mandalorian después de los eventos de la segunda temporada de su serie. Filoni explicó su regreso como Favreau y le gustó mucho el personaje y Favreau quería lograr algunas cosas para la serie, considerando que era imposible no presentar al personaje cuando se convirtió en amigo de Boba. Los productores también dan que la otra razón por la que los productores trajeron de vuelta al personaje es que ya no estaba mirando a El niño y que ahora que ha reanudado la caza de recompensas, no querían que el personaje perdiera su significado.

### Casting
Este es el único episodio de la serie que no presenta a Temuera Morrison como Boba Fett. Ming-Na Wen repite brevemente su papel protagónico como Fennec Shand.
Pedro Pascal protagoniza el episodio como Din Djarin / The Mandalorian. Emily Swallow, Amy Sedaris, Paul Sun-Hyung Lee y Max Lloyd-Jones repiten sus papeles como The Armorer, Peli Motto, Carson Teva y el teniente Reed de The Mandalorian, respectivamente. El creador y showrunner de la serie, Jon Favreau, vuelve a dar voz a Paz Vizsla; en episodios anteriores de The Mandalorian, el personaje se representaba como "Paz Vizla", la ortografía de su nombre se cambió en el episodio y retroactivamente en las ediciones de sus episodios de The Mandalorian para establecerlos como un pariente de Tarre Vizsla, y Pre Vizsla, el último de los cuales Favreau había expresado previamente en Star Wars: The Clone Wars.

### Música
Joseph Shirley compuso la partitura musical del episodio, mientras que Ludwig Göransson compuso el tema principal de la serie. Las pistas destacadas se lanzaron el 11 de febrero de 2022, en el segundo volumen de la banda sonora de la primera temporada.

## Recepción
En Rotten Tomatoes, el episodio tiene una calificación de aprobación del 100% según las reseñas de 22 críticos, con una calificación promedio de 8.30/10. El consenso de los críticos del sitio web afirma: ""Return of the Mandalorian" pone de relieve cuánto más interesante debería ser Boba Fett como protagonista, pero el contraste poco halagador no hace que este interludio sea menos emocionante o bienvenido".